# 5zizz
5ZIZZ.（ゴジズ）は、志倉千代丸率いる5pb.と、磯江俊道率いるZIZZ STUDIOが、タッグを組んだ時の呼称である。

## 結成の経緯
2007年に6月28日発売された「Que 〜エンシェントリーフの妖精〜」（プリンセスソフト）で、主題歌の作詞・作曲を志倉千代丸、サウンド・プロデュースを磯江俊道率いるZIZZ STUDIOが担当することになったことがきっかけとなる。
なお、初のコラボCDは、2006年9月28日に発売された、「乙女の事情」（Nine's fox）の初回限定盤特典として付随されている。

## コラボ作品

### ゲーム
- 乙女の事情（Nine's fox）
- Que 〜エンシェントリーフの妖精〜（プリンセスソフト）
- ひぐらしのなく頃に祭（アルケミスト）
- Myself ; Yourself（イエティ）
- CHAOS;HEAD(ニトロプラス×5pb.)

### TVアニメ
- はぴねす!
- Myself ; Yourself

### ドラマCD
- ZERO ZANY.